# ولادیمیر بوریسنکو
ولادیمیر بوریسنکو (اوکراینی: Борисенко Володимир Андрійович؛ زادهٔ ۸ سپتامبر ۱۹۹۲) موسیقی‌دان، خواننده اهل اوکراین است. وی از سال ۲۰۰۶ میلادی تاکنون مشغول فعالیت بوده‌است.